# Total uorganisk carbon
Total uorganisk carbon, ofte betegnet TIC (engelsk: total inorganic carbon), er en måde at måle den samlede mængde uorganisk carbon i vand, både i opløst og i fast form.